# کلر استنزفیلد
کلر استنزفیلد (آلمانی: Claire Stansfield؛ زادهٔ ۲۷ اوت ۱۹۶۴) کارگردان فیلم، هنرپیشه، بازیگر و کارآفرین اهل انگلستان است.
از فیلم‌ها یا برنامه‌های تلویزیونی که وی در آن نقش داشته‌است می‌توان به بهترین بهترین‌ها ۲، منطقه فرود، تپه‌ها چشم دارند ۳ و مین‌زدا اشاره کرد.